# Cédric Rémy
Pour les articles homonymes, voir Rémy (homonymie).
Cédric Rémy, né le 29 octobre 1975 à Valenciennes, est un footballeur français des années 1990 et 2000. Durant sa carrière, il évolue au poste de milieu de terrain.

## Biographie

### Débuts
Né à Valenciennes, dans le département du Nord, le 29 octobre 1975, Cédric Rémy est formé dans les rangs du club de sa ville natale, l'US Valenciennes-Anzin. Il débute avec les professionnels lors de la saison 1994-1995, alors que le club nordiste évolue en National 1. Il fait ses armes durant deux saisons à ce niveau, avant que l'USVA ne soit reléguée administrativement en National 2 en 1996, en raison de problèmes financiers. Âgé de vingt ans, il est recruté par le FC Martigues, et découvre avec le club provençal la deuxième division. Cédric Rémy se révèle à ce niveau, inscrivant huit buts en trente-six rencontres de championnat disputées.

### Échec à Rennes, puis retour en arrière
Les performances de Cédric Rémy avec Martigues lui valent l'intérêt du Stade rennais, qui décide de le recruter à l'été 1997. Mais le milieu de terrain se blesse gravement, et ne joue finalement que sept rencontres avec la réserve rennaise en National 2 pour sa première année en Bretagne. Lors de la saison 1998-1999, il n'obtient pas la confiance du nouvel entraîneur rennais Paul Le Guen, qui ne le retient pas au sein d'un effectif professionnel à la lutte pour les places européennes.
En 1999, sans avoir joué avec les professionnels rennais en compétition officielle, Cédric Rémy quitte le Stade rennais, et retourne au FC Martigues, descendu entretemps en National. Il débute alors une carrière de plusieurs années à ce niveau, réalisée avec plusieurs clubs : après une saison à Martigues, Cédric Rémy retourne à Valenciennes, dans un club renommé Valenciennes Football Club, mais ce retour se conclut par une descente en championnat de France amateur. Le joueur reste cependant au troisième échelon hexagonal puisqu'il s'engage ensuite à l'ASOA Valence où il reste une saison, puis pendant deux ans au CS Louhans-Cuiseaux. En 2004, il descend d'un échelon en signant au Sporting Toulon Var, en CFA, mais participe à la remontée du club varois en National.

### Carrière au niveau amateur, puis reconversion
En 2006, Cédric Rémy quitte définitivement le championnat National, après y avoir évolué huit saisons durant sa carrière. Il s'engage au Stade raphaëlois, et y évolue durant trois saisons au niveau CFA2. Prenant sa retraite de joueur, il devient ensuite entraîneur pour des clubs amateurs, notamment le FC Puget-sur-Argens, qu'il dirige jusqu'en mars 2014,.

## Statistiques
Le tableau suivant synthétise les statistiques de Cédric Rémy lors de ses saisons passées dans des clubs évoluant en Division 1 et Division 2.
| Saison                | Club                  | Championnat           | Championnat | Championnat | Coupe nationale | Coupe nationale | Coupe de la Ligue | Coupe de la Ligue | Total | Total |
| Saison                | Club                  | Division              | M.          | B.          | M.              | B.              | M.                | B.                | M.    | B.    |
| 1996-1997             | FC Martigues          | D2                    | 36          | 8           | 3               | 0               | -                 | -                 | 39    | 8     |
| 1997-1998             | Stade rennais FC      | D1                    | 0           | 0           | 0               | 0               | 0                 | 0                 | 0     | 0     |
| 1998-1999             | Stade rennais FC      | D1                    | 0           | 0           | 0               | 0               | 0                 | 0                 | 0     | 0     |
| Total sur la carrière | Total sur la carrière | Total sur la carrière | 36          | 8           | 3               | 0               | 0                 | 0                 | 39    | 8     |